# Vilayet de Karesi
Le vilayet de Karesi est une province de l'Empire ottoman qui a existé de 1881 à 1887. Elle correspond au sandjak de Karesi dans le nord-ouest de l'Anatolie. Elle est détachée en 1881 du vilayet de Hüdavendigâr (Bursa) auquel elle fait retour en 1887.

### Sources et bibliographie
- (en) Cet article est partiellement ou en totalité issu de l’article de Wikipédia en anglais intitulé « Short-lived Ottoman provinces » (voir la liste des auteurs) dans sa version du 29 septembre 2016.